# Чувашка (приток Тайрука)
Чувашка — река в Ишимбайском районе Башкортостана, правый приток Тайрука.
Исток реки в лесу. Чувашка впадает в Тайрук ниже на почти километр от впадения реки Зыярателга в районе села Кинзебулатово.
В долине реки была нефтедобыча.